# Pleasureville (Kentucky)
Pour les articles homonymes, voir Pleasureville.
Pleasureville est une ville américaine située dans les comtés de Henry et de Shelby, dans le Kentucky. Selon le recensement de 2020, sa population est de 779 habitants.